# 金河站
金河站是位于中华人民共和国内蒙古自治区呼伦贝尔市根河市金河镇的一个铁路车站，建于1966年，有牙林铁路经过该站，现办理客货运业务。车站距离牙克石站342公里，隶属中国铁路哈尔滨局集团，是四等站。